# Nasi lemak
El nasi lemak (en jawi: ناسي لمق) es un plato elaborado en Malasia.
Es considerado un plato oficial de la cocina de Malasia. En la costa este, su variante se conoce como nasi dagang, especialmente en Terengganu y Kelantan.
Existe un plato similar en Indonesia denominado nasi uduk.